# Szegedi AK
Lo Szegedi Atlétikai Klub, noto anche semplicemente come Szeged,  è una società calcistica con sede a Seghedino, in Ungheria.
Ha disputato 24 stagioni nella massima serie ungherese, la maggior parte delle quali nel periodo intercorso fra le due Guerre Mondiali. Negli anni settanta, dopo un costante declino, il club si è sciolto ed è entrato a far parte dello Szegedi EOL.

## Storia
La squadra venne fondata nel 1899, ma cominciò a disputare campionati regionali solo a partire dal 1908. Nel 1926, all'avvento del professionismo, lo Szegedi AK cambiò il nome in "Bastya FC" (Bastione) e prese parte per la prima volta ad un campionato nazionale di massima serie. Vi rimase per 5 anni, raggiungendo come miglior risultato un quinto posto nel 1928-1929, prima di retrocedere in seguito ad uno spareggio contro l'Attila FC al termine della stagione 1930-1931.
La risalita fu immediata e la squadra, nominata ora Szeged FC, giocò poi undici campionati di massima divisione consecutivi. Nella stagione 1934-1935 raggiunse il quarto posto in campionato, qualificandosi così per la Coppa Mitropa, dove venne eliminato al primo turno dallo Slavia Praga. I migliori risultati li raggiunse a cavallo degli anni '40: finì il campionato per due volte in quarta posizione (1939-1940, 1941-1942) e per una volta al terzo posto (1940-1941), il miglior risultato della sua storia. Subito dopo si aprì un periodo di crisi che vide una retrocessione, un'immediata promozione ed un campionato di massima serie interrotto dalla guerra..
Nel dopoguerra la squadra, tornata a chiamarsi Szegedi AK, giocò altri quattro campionati consecutivi in massima serie, il primo dei quali terminato al quarto posto. Dopo la retrocessione del 1949-1950 si fuse con i concittadini dello Szegedi MTE, diventando Szegedi Szakszervezeti MTE, e trovando le forze per una nuova promozione al primo tentativo. Giocò poi altri due campionati consecutivi in NBI, gli ultimi della sua storia. Cambiato ancor il nome, diventato ora Szegedi Petőfi, giocò per tre anni in seconda divisione per poi retrocedere nuovamente. Nel 1957 in quarta divisione senza più riuscire a risalire dalla categoria, ma anzi passando le stagioni dal 1963 al 1966 in quinta serie.
Nel 1976 si fuse con i rivali cittadini dello Szegedi EOL, che ormai da anni li avevano soppiantati come prima compagine cittadina, dando così luogo allo Szegedi EOL AK.

## Cronologia dei nomi
- 1908 - 1926: Szegedi AK
- 1926 - 1931: Bástya Szegedi AK
- 1931 - 1940: Szeged FC
- 1940 - 1949: Szegedi AK
- 1949 - 1950: Szegedi Szakszervezeti MTE
- 1951 - 1954: Szegedi Petőfi
- 1957 - 1976: Szegedi AK

## Stadi
- 1912 - 1951 SZAK Stadion (300 posti)
- 1951 - 1976 Felső Tisza-parti stadion (15 000 posti)

## Palmarès

### Altri piazzamenti
- Campionato ungherese:

Terzo posto: 1940-1941
- Coppa d'Ungheria:

Finalista: 1929-1930